# Hemibalismo
El hemibalismo es una enfermedad neurológica que consiste en movimientos espásticos, involuntarios, rápidos, sin coordinación, especialmente en las extremidades superiores, que afectan a la mitad del cuerpo. Con frecuencia provoca caídas y evita que la persona tenga una posición sostenida. Es la manifestación de una lesión en el núcleo subtalámico cerebral contralateral o en sus conexiones, generalmente en pacientes con un historial de hipertensión y/o diabetes o que sufren tuberculosis, enfermedad de Huntington o meningitis,o en aquellos con infarto en la circulación posterior, caso en el cual el hemibalismo es contralateral a la lesión. 
- Datos: Q946041